# Ной, Иосиф Соломонович
Ио́сиф Соломо́нович Ной (1 января 1923 — 5 апреля 1997) — советский и российский учёный-правовед, специалист в области уголовного права и криминологии, доктор юридических наук, профессор, участник Великой Отечественной войны.

## Биография
Иосиф Соломонович Ной родился 1 января 1923 года в Саратове в еврейской семье.
С отличием закончил Саратовский филиал Всесоюзного юридического заочного института, затем аспирантуру этого же института. Преподавал в Молотовском университете (старший преподаватель, затем заведующий кафедрой уголовного права, уголовного процесса и криминалистики).
В 1954—1992 годы преподавал на кафедре уголовного права Саратовского юридического института им. Д. И. Курского (в 1965—1970 — заведующий кафедрой уголовного и исправительно-трудового права). В 1992—1997 годы — профессор кафедры правовых дисциплин Поволжской академии государственной службы.
Умер 5 апреля 1997 года в родном Саратове.

## Научная деятельность
В 1949 году защитил кандидатскую («Борьба с клеветой по советскому уголовному праву»), а в 1964 году — докторскую диссертацию («Вопросы теории наказания в советском уголовном праве»).
Автор более 100 научных работ, в том числе 5 монографий. Подготовил 19 кандидатов юридических наук.
Иосиф Соломонович Ной выдвинул теорию возникновения склонности людей к агрессии и насилию на генном уровне. Наиболее же известной и значимой является его трактовка вопроса о соотношении социального и биологического в личности преступника.
Идея о существовании биологических причин формирования личности преступника, а также некоторые другие идеи профессора И. С. Ноя решительно отвергались рядом советских учёных-криминологов[уточнить].

## Награды
- Орден Отечественной войны II степени (6.4.1985)[4][5];
- Воинские медали;
- Медаль «Ветеран труда»

## Избранные публикации

### Книги
- Ной И. С. Сущность и функции уголовного наказания в Советском государстве: политико-юридическое исследование. — Саратов: СГУ, 1973. — 193 с.
- Ной И. С. Методологические проблемы советской криминологии. — Саратов: СГУ, 1975. — 221 с.
- Ной И. С. Теоретические вопросы лишения свободы. — Саратов: СГУ, 1965. — 165 с.
- Ной И. С., Козак В. Н. Право граждан на необходимую оборону. — Саратов: СГУ, 1972. — 160 с.
- Ной И. С. Вопросы теории наказания в советском уголовном праве. — Саратов: СГУ, 1962. — 156 с.
- Ной И. С. Охрана чести и достоинства личности в советском уголовном праве. — Саратов: СГУ, 1959. — 126 с.
- Ной И. С. Вопросы уголовного и исправительно-трудового права, уголовного процесса и криминалистики. — Саратов: Саратовский юридический институт им. Д. И. Курского, 1969. — Т. 16. — 226 с. — (Учёные записки).

### Статьи
- Ной И. С. Некоторые уголовно-правовые понятия в аспекте нового законодательства // Теоретические и практические проблемы нового уголовного законодательства. — М., 1985. — С. 120—126.
- Ной И. С. О соотношении наказания и мер воспитательного воздействия в советской уголовной политике на современном этапе // Роль общественности в борьбе с преступностью. — Воронеж: Изд-во Воронежского ун-та, 1960. — С. 176—183.
- Ной И. С. О целях наказания в советском уголовном праве // Вопросы уголовного права и процесса. — Минск: Изд-во БГУ им. В. И. Ленина, 1960. — Вып. 2. — С. 17—30.
- Ной И. С. Значение УК РСФСР 1922 г. в развитии институтов общей части советского уголовного права // Становление и развитие советского уголовного законодательства. — Волгоград: Науч.-исслед. и ред.-издат. отдел, 1973. — С. 10—14.
- Ной И. С. Новое в трактовке основных уголовно-правовых понятий // Советское государство и право. — 1982. — № 7. — С. 91-92
- Ной И. С. О целях наказания в советском уголовном праве // Вопросы уголовного права и процесса: Сб. статей. — Минск, 1960. — Вып. 2. — С. 30.